# Premiers Secours (court métrage d'animation)
Pour les articles homonymes, voir Premiers secours.
Pour plus de détails, voir Fiche technique et Distribution.
Premiers Secours (First Aiders) est un court métrage d'animation américain de la série Pluto réalisé par Charles A. Nichols pour les studios Disney et sorti en 1944.

## Synopsis
Minnie souhaite apprendre les gestes de premiers secours avec l'aide du chien Pluto et du chat Figaro mais travailler avec des animaux n'est pas de tout repos.

## Fiche technique
- Titre original : First Aiders
- Titre français :  Premiers Secours

- Autres titres :
  - Allemagne : Mickys Geburtstagsparty
  - Finlande : Ensiavun antajat
  - Suède : Första hjälpen / Pluto får första förband / Pluto får första hjälpen

- Série : Pluto
- Réalisation : Charles A. Nichols
- Scénario : Harry Reeves, Rex Cox
- Layout : Bruce Bushman
- Décors : Lenard Kester
- Animation : Andy Engman, George Nicholas, Norman Tate, Marvin Woodward
- Musique : Paul J Smith, Oliver Wallace
- Production : Walt Disney
- Société de production : Walt Disney Productions
- Société de distribution : RKO Radio Pictures
- Pays :  États-Unis
- Langue :  Anglais
- Format : Couleur (Technicolor) - 35 mm - 1,37:1 - Son mono (RCA Sound System)
- Durée : 7 min
- Dates de sortie :
  - États-Unis : 22 septembre 1944[1]

## Distribution

### Voix originales
- Ruth Clifford : Minnie Mouse
- Clarence Nash : Figaro
- Pinto Colvig : Pluto

### Voix françaises

#### 1erdoublage (1990)
- Régine Teyssot : Minnie Mouse

#### 2edoublage (2007)
- Marie-Charlotte Leclaire : Minnie Mouse

## Commentaires
Ce film est parfois considéré comme faisant partie de la série Figaro, débutée en 1943 avec Figaro et Cléo.
Les effets vocaux de Figaro sont interprétés par Clarence Nash, voix de Donald à l'époque.